# ミロ・ジュカノヴィチ
ミロ・ジュカノヴィチ（モンテネグロ語:Мило,Ђукановић、1962年2月15日 - ）は、モンテネグロの政治家。同国大統領（ユーゴスラビア連邦時代も含む）、首相（3期）などを歴任した。モンテネグロ社会主義者民主党党首。日本の外務省ではミロ・ジュカノビッチ (Milo Djukanovic) と表記されている。

## 略歴
2018年4月15日投開票の大統領選挙に立候補し、1回目の投票で過半数の53.8％を獲得し当選、5月20日就任。
2019年10月22日の即位礼正殿の儀に参列し、翌23日には迎賓館赤坂離宮で安倍晋三内閣総理大臣と会談を行った。
2023年3月19日に執行された大統領選挙の第1回目投票では得票率35.2％で1位となり、2位のヤコフ・ミラトビッチ元経済開発大臣（29.2％）とともに決選投票に進んだが、4月2日の投開票の結果は得票率41.1％にとどまり、58.9％を獲得したミラトビッチに逆転を許し敗れた。

## 物議を醸した事件

### タバコ密輸疑惑
アムネスティ・インターナショナルの報告書で、ミロ・ジュカノヴィチの指揮するグループがアドリア海を通じてタバコをイタリアへ密輸し、同国の国家予算に数十億ユーロの被害をもたらした疑惑が浮上した。イタリアの最高裁判所は、ジュカノヴィチが組織的なマフィアグループの指導者であるという疑いに基づいて、2004年にイタリアの検察が求めた同氏の逮捕を承認した。しかしその後、モンテネグロの裁判所に移ったジュカノヴィチに対する訴訟は保留となった。これについてアムネスティ・インターナショナルは「モンテネグロの司法は麻痺している」と批判している。

### セルビア正教会大司教即位阻止事件
2021年9月5日にセルビア正教会におけるモンテネグロおよびリトラルの大司教にイオアニキ2世が即位する際、ジュカノヴィチはツェティニェにある修道院での即位式典開催に反対し、別の場所に移転するよう求めた。結局、即位式は予定通りの場所で執り行われたもののジュカノヴィチの一連の発言、行動は憲法の定める政教分離に違反しているのではないかという議論が巻き起こり、11月19日、モンテネグロ議会はジュカノヴィチに対して提起された大統領弾劾の提案を採択し、憲法裁判所が憲法違反の有無を判断することとなった。2022年2月4日、憲法裁判所はジュカノヴィチが違憲行為を行っていないとの判断を下し、弾劾手続きは停止することとなった。

### 首相候補拒否事件
2022年9月19日、与党連合はミオドラグ・レキッチを新首相に推薦し、組閣を委任するようジュカノヴィチに提案したものの、議会の過半数を確保できる保証がないことを理由に翌20日にこれを拒否し早期に解散総選挙を行うよう要求した。この動きに新セルビア民主主義党首のアンドリヤ・マンディッチはジュカノヴィチがクーデターを試みていると非難した。9月22日、ジュカノヴィチが新政権樹立のための協議の場にすべての政党を参加させなかったのは憲法違反であるとして、ジュカノヴィチの大統領罷免を審議するよう求めた請求書に議会議員81人のうち過半数の41人が署名し裁判所に提出した。議会は12月上旬に首相推薦権を大統領から議会に移譲する法改正を可決し、同29日に議会で行われた首相指名選挙ではレキッチが81議席中41票を獲得したため、再び新首相に指名。しかしジュカノヴィチは法改正そのものが違憲としてこの結果を承認することを拒否した。